# U.S. Smokeless Tobacco Company
U.S. Smokeless Tobacco Company, före 2001 United States Tobacco Company, är ett företag i Förenta staterna som tillverkar snus. Den första föregångaren till USSTC grundades år 1822. Företaget samarbetade med Svenska Tobaks AB i ett samägt dotterbolag, United Scandia International. Samarbetet innebar produktion och lansering av portionssnus och smaksatt snus.